# Piscu Lung, Bârzula
Piscu Lung de asemenea și Tisculung și Tiscolung (în ucraineană Довжанка, transliterat: Dovjanka) este un sat în comuna Ocna din raionul Bârzula, regiunea Odesa, Ucraina.
În trecut a fost un sat cu o numeroasă comunitate moldovenească (românească) – 30% din populație, conform recensământului sovietic din 1926; fiind însă parțial asimilat în prezent.

## Demografie
Componența lingvistică a localității Piscu Lung
     Ucraineană (91%)
     Română (6,34%)
     Rusă (2,19%)
     Alte limbi (0,35%)
Conform recensământului din 2001, majoritatea populației localității Piscu Lung era vorbitoare de ucraineană (91%), existând în minoritate și vorbitori de română (6,34%) și rusă (2,19%).

## Vezi și
- Românii de la est de Nistru